# أصل (رياضيات)

نقطة مبدأ نظام الإحداثيات الديكارتية

في الرياضيات، أصل الفضاء الإقليدي أو مبدأه أو أصل الإحداثيات هي نقطة خاصة، غالباً يرمز لها بالحرف O وتكون النقطة المرجع لتحديد الإحداثيات في الفضاء المحيط. نقطة المبدأ في نظام الإحداثيات الديكارتية هي نقطة تقاطع المحاور الإحداثية. أما في الهندسة الإقليدية فمن الممكن اختيار موقع نقطة المبدأ في أي نقطة مناسبة للمسألة.